# نینا شیماشکو
نینا شیماشکو (لهستانی: Nina Siemaszko؛ زادهٔ ۱۴ ژوئیهٔ ۱۹۷۰) یک هنرپیشه اهل ایالات متحده آمریکا است. وی از سال ۱۹۸۶ میلادی تاکنون مشغول فعالیت بوده‌است.
پدر او لهستانی و از بازماندگان اردوگاه کار اجباری زاخسنهاوزن و مادرش انگلیسی بود. برادر او، کیسی شیماشکو، هنرپیشه سینما و تلویزیون است.

## گزیدهٔ آثار

### سینما
- آرتیست (۲۰۱۱)
- یعقوب کذاب (۱۹۹۹)
- رئیس‌جمهور آمریکا (۱۹۹۵)
- کله‌پوک‌ها(۱۹۹۴)
- تقلا (۱۹۹۴)
- قدیس قلعه واشینگتن (۱۹۹۳)
- سگ‌های انباری (۱۹۹۲)
- تختخواب و صبحانه (۱۹۹۲)
- گواهی‌نامه رانندگی (۱۹۸۸)

### تلویزیون
- آناتومی گری (۲۰۰۸)
- درمانگاه خصوصی (۲۰۰۷)
- سی‌اس‌آی (۲۰۰۴)
- بال غربی (۲۰۰۶–۲۰۰۳ و ۲۰۰۱)